# Chongoni
Chongoni är ett område med många klippmålningar i Malawi. Här finns målningar från stenålder och fram till nutid. En del av målningarna är gjorda av samlar-/jägarfolket BaTwa under stenåldern. Andra målningar har gjorts av jordbruksfolket Chewa som bott och verkat här sedan senare delen av järnåldern. 2006 blev klippmålningarna i Chongoni ett världsarv.